# Nestorbecher

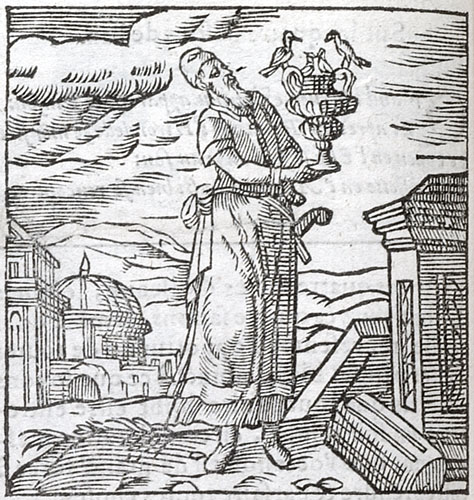
Nestor und sein Becher. Emblem Andrea Alciatos (1492–1550) von 1584.

Nestorbecher bezeichnet den mythischen Mischbecher Nestors von Pylos, wie Homer ihn in der Ilias beschrieb. Die griechische Bezeichnung für das Gefäß lautet Νεστορίς („Nestoris“). Weil der Iliasdichter nur wenige und unklare Informationen zum Aussehen des Bechers gibt, wurde dieser bereits in der Antike ausführlich diskutiert. Die mythische Nestoris war auch Namenspatron für einen doppelhenkligen, italischen Vasentyp aus dem fünften und vierten Jahrhundert v. Chr. Auch im Mittelalter und in der Neuzeit beschäftigte die Nestoris Philologen wie Eustathios und Literaten wie Andrea Alciato oder Friedrich Schiller gleichermaßen. Heinrich Schliemann fand 1876 in Mykene einen Goldbecher, der in seiner Gestalt dem von Homer beschriebenen nahekommt; er glaubte daher, das reale Vorbild der Nestoris gefunden zu haben.
„Nestorbecher“ nennt man ferner ein 1954 auf der Insel Ischia entdecktes Trinkgefäß mit einer Inschrift, die einen Bezug zu Nestor und seinem Becher herstellt. Ob sie auf den Nestorbecher der Ilias oder den Nestor des epischen Zyklus anspielt, ist allerdings noch umstritten. Die Inschrift ist dennoch von großer historischer Bedeutung, weil es sich um eine der frühesten datierbaren griechischen Inschriften in Alphabetform handelt. Da die Schriftzeichen schon deutlich von den phönizischen abweichen, lässt sich schließen, dass die Übernahme des Alphabets einige Zeit vor der Anbringung der Inschrift erfolgt sein muss.

## Der iliadische Nestorbecher

### Der Becher in der Ilias
Im elften Buch der homerischen Ilias, Verse 632–637, wird ein Mischgefäß beschrieben, das Nestor aus Pylos mit in den Trojanischen Krieg gebracht hat. Es steht zusammen mit Honig, Gerstenmehl und einem Korb voll Zwiebeln auf dem Tisch in Nestors Zelt:

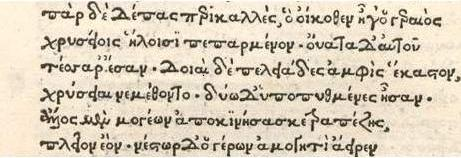
11. Gesang der Ilias, V. 632-637, in einer Handschrift von 1488.

πὰρ δὲ δέπας περικαλλές, ὃ οἴκοθεν ἦγ' ὁ γεραιός,

χρυσείοις ἥλοισι πεπαρμένον· οὔατα δ' αὐτοῦ

τέσσερ' ἔσαν, δοιαὶ δὲ πελειάδες ἀμφὶς ἕκαστον

χρύσειαι νεμέθοντο, δύω δ' ὑπὸ πυθμένες ἦσαν.

ἄλλος μὲν μογέων ἀποκινήσασκε τραπέζης

πλεῖον ἐόν, Νέστωρ δ' ὁ γέρων ἀμογητεὶ ἄειρεν.
(gemäß der Ausgabe von Martin L. West)
… dazu den überaus schönen Becher, den von zu Hause mitgebracht der Alte,

Mit goldenen Nägeln beschlagen, und Ohren hatte er

Vier, und zwei Tauben pickten auf beiden Seiten

Eines jeden, goldene, und zwei Standbeine waren darunter.

Jeder andere bewegte ihn mit Mühe vom Tisch,

Wenn er voll war, Nestor aber, der Alte, hob ihn ohne Mühe.
(Übersetzung: Wolfgang Schadewaldt)
Hekamede, eine Dienerin Nestors aus Tenedos, füllt den Kelch mit pramnischem Wein und streut weiße Gerste und geraspelten Ziegenkäse darüber. Diesen Kykeon trinken Nestor und der an der rechten Schulter verwundete Machaon, den Nestor vom Schlachtfeld gefahren hatte, um ihn zu versorgen.

### Der Becher in der antiken Homerdiskussion

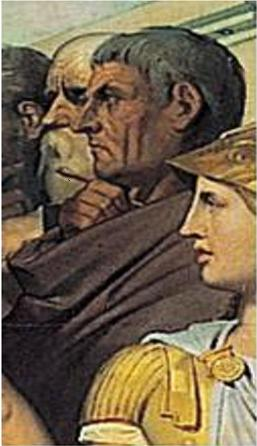
Aristarch von Samothrake, Detail aus: Die Apotheose des Homer (1827) von Jean-Auguste-Dominique Ingres (1780–1867)

Obwohl Homer der Nestoris sechs Verse widmet, bleibt ihr Bild im Vergleich zu demjenigen anderer im homerischen Epos beschriebener Gegenstände auffallend vage. Daher wurde das Aussehen der Nestoris in der Antike breit und ausführlich diskutiert. Die Homerscholien bezeugen Aristonikos, Didymos, Herodian, Ptolemaios aus Askalon, Stesimbrotos und weitere, anonyme Gelehrte, die sich mit dem Nestorbecher beschäftigt haben; darüber hinaus zitiert Athenaios im 11. Buch der Deipnosophistai Aristarch sowie Asklepiades von Myrleia aus dessen verloren gegangener Schrift Über die Nestoris. Asklepiades wie auch Athenaios selbst nennen weitere Personen, die sich mit dem Becher befasst haben sollen: Dionysios Thrax (der auch versucht haben soll, ihn in Silber nachzubauen), Apelles, Promathidas aus Herakleia und Sosibios aus Sparta. Weitere Quellen der Nestoris-Diskussion sind Porphyrios’ Ilias-Scholien sowie der Ilias-Kommentar des Eustathios aus dem 12. Jahrhundert.
In der hellenistischen Homerphilologie standen sich zwei Schulen gegenüber, die alexandrinische und die pergamenische; erstere beschäftigte sich vor allem mit dem Aussehen des Bechers, letztere mit seiner allegorischen Bedeutung. Einige der antiken und mittelalterlichen Vorschläge dazu, wie man sich die Nestoris vorstellen müsse, lauten folgendermaßen:
Mit goldenen Nägeln beschlagen (V. 633)
Mit denselben Worten beschreibt der Iliasdichter den Stab des Achilleus (1, 245-246); auch am Schwertgriff des Agamemnon glänzen goldene Nägel (11-29/30). Es handelt sich offenbar um Schmuckelemente in Form kurzer Nieten mit großen Köpfen und nicht, wie Apelles laut Asklepiades meinte, Buckel, die von unten mit dem Stichel aus dem Becher gestanzt wurden und nur wie Nägel aussahen. Dies wäre umso unplausibler, als alle antiken Kommentatoren und auch Eustathios davon ausgingen, dass der Becher selbst aus Silber war: „Denn wenn der Becher massiv golden gewesen wäre, warum hätte er (Homer) dann darauf hinweisen sollen, dass die Nägel und die Felsentauben golden waren, wenn er ganz aus Gold gewesen wäre?“ (Eustathios) Allerdings kommen prinzipiell auch andere Materialien wie Bronze, Holz oder (Elfen-)Bein in Betracht.
Ohren hatte er vier (V. 633-634)
οὔατα (úata) wäre mit „Henkel“ statt „Ohren“ treffender übersetzt. Aristarch denkt sie sich paarweise in Form eines kleinen Omega angeordnet, macht aber keine Aussage dazu, ob er sie sich waagrecht oder senkrecht vorstellt. Somit müsste man von unten bzw. von der Seite in die Henkel greifen, um zu trinken. Apelles dagegen geht von zwei senkrechten, durchbrochenen Henkeln aus, die sich also in der Mitte in zwei Streben teilen, sodass nur der Eindruck entsteht, es wären vier.
zwei Standbeine waren darunter (V. 635)
Hier bereitet die Überlieferung Schwierigkeiten. Drei Varianten wurden im Altertum diskutiert, von denen aber nur ersten beiden bezeugt sind:
- ὑπὸ πυθμένες ist die am besten belegte Lesart und liegt auch Schadewaldts Übersetzung zugrunde. ὑπὸ (hypò „unterhalb, darunter“) und ἦσαν (êsan „waren“) stehen dann in Tmesis; der Halbvers lautet übersetzt: „und zwei Füße waren darunter“. Fraglich ist aber, warum der Becher zwei Füße gehabt haben soll, und ob πυθμένες nicht auch Böden oder seitliche Stützen bedeuten könnte; allgemein bedeutet es wohl unterster Teil. Athenaios erwähnt drei Deutungen für zwei Füße: Entweder gehörte der erste, kleinere Fuß noch zum Korpus, der zweite war ihm angeschlossen, sodass beide ineinander übergingen. Oder der sich nach unten hin verbreiternde Fuß hatte in sich noch einen zweiten, kleineren; in beiden Fällen bleibt offen, warum Homer von zwei Füßen gesprochen haben sollte, obwohl nur einer sichtbar war. Schließlich wären noch zwei tatsächlich voneinander unabhängige Füße möglich, deren Nutzen wiederum unklar wäre.
- ὑποπυθμένες wird von den pergamenischen Interpreten bevorzugt. Das aus dieser Zusammenschreibung entstandene Wort wäre ein nirgends sonst bezeugtes Adjektiv und als Epitheton der im vorangehenden Vers genannten „Tauben“ zu lesen. Die Stelle hieße dann übersetzt: „… und zwei (weitere Tauben) waren unten an den Füßen befindlich.“
- ὑπὸ πυθμένες' würde durch den Apostroph den Ausfall eines Dativ-Iotas markieren, die πυθμένες stünden also im Dativ. Der Halbvers würde lauten: „… und zwei (weitere Tauben) waren unter den Füßen“, wobei die Formulierung „unter den Füßen“ die Verständlichkeit der Stelle nicht gerade erhöhen würde.

Jeder andere bewegte ihn mit Mühe vom Tisch, / Wenn er voll war, Nestor aber, der Alte, hob ihn ohne Mühe. (V. 636/637)
Wörtlich genommen klingen diese Verse paradox: „Freilich wäre der Mischtrankbecher für Achilleus oder Aias nicht schwer zu heben gewesen.“ (Eustathios) Das gilt auch dann, wenn man bedenkt, dass es sich nicht um einen kleinen Trinkbecher, sondern ein großes Mischgefäß handelt. Die antike Homerdiskussion machte zu dieser Stelle fünf verschiedene Vorschläge:
- Am häufigsten wurde die Meinung vertreten, die Zeilen seien tatsächlich als Lob auf Nestor zu verstehen, wenn auch vielleicht nur als Formel ohne tieferen Sinn. Dazu passt der moderne Ansatz von Arne Furumark, Klaus Rüter und Barbara Patzek, die Aussage ähnlich zu deuten wie diejenige, dass nur Odysseus seinen Bogen spannen könne (vgl. unten). Athenaios behauptet allerdings, dass für diese Aussage zusätzlich das Indefinitpronomen τις (tis „irgendeiner“) das Wort ἄλλος (állos „Anderer“) zu „irgendein Anderer“ ergänzen müsse.
- Viel diskutiert wurde auch die Möglichkeit, dass bei ἄλλος eine Krasis vorliege, dass dieses Wort also eigentlich ὁ ἄλλος (ho állos „der Andere“) bedeute und nur zu ἄλλος zusammengezogen sei. Auch wäre es möglich, dass die Stelle ἀλλ' ὃς (μογέων) (all' hòs mogéon „der (sich Bemühende) aber“) laute. Mit dem Anderen sei Machaon gemeint, der an der rechten Schulter verletzt worden war und deshalb wohl nichts Schweres heben konnte. Allerdings wäre es ein fragwürdiges „Lob“ für Nestor gewesen, stärker zu sein als ein Verletzter. Außerdem liegt an dieser Stelle die letzte Erwähnung Machaons bereits 23 Verse zurück, sodass der Bezug recht konstruiert wirkt. Auch grammatikalisch taugt er nicht viel: Die erste Variante scheidet aus, da sie bereits im 8. Jahrhundert ὥλλος hätte lauten müssen. Die zweite Variante ist ebenfalls grammatikalisch falsch; der zum Partizip gezogene Artikel ὁ (ho „der“) konnte nicht durch das Relativpronomen ὅς (hós „welcher“) ersetzt werden.
- Aufgrund der merkwürdigen Gestalt des Bechers wäre es denkbar, dass es einiger Übung bedurfte, um ihn hochzuheben; auf Anhieb gelang das eben nur seinem langjährigen Besitzer.
- Antisthenes weist laut Porphyrios darauf hin, dass Nestor der trinkfesteste der Heroen vor Troja war und also nicht betrunken wurde. Damit meinte er wohl, dass Nestor beim Gelage der letzte war, der den Becher noch heben konnte, wenn schon alle Anderen nicht mehr dazu in der Lage waren.
- Sosibios (nach Porphyrios bereits Aristoteles) hat vorgeschlagen, ὁ γέρων (ho géron „der Alte“) in V. 637 als Koinon einer Apokoinu zu lesen; es bezöge sich dann nicht nur auf Νέστωρ (Nestor), sondern auch auf ἄλλος (állos „Andere(r)“) im Vers davor. Die beiden Verse würden also bedeuten: „Jeder andere Alte (!) bewegte ihn mit Mühe vom Tisch, wenn er voll war, Nestor aber, der Alte, hob ihn ohne Mühe.“ – weil Nestor für einen Greis noch sehr rüstig war.

Insgesamt muss konstatiert werden, dass es den antiken Kommentatoren nicht gelungen ist, eine befriedigende und in sich stimmige Erklärung aller Elemente der Nestoris zu geben.
Athenaios überliefert eine allegorische Deutung der Nestoris des Asklepiades, die offensichtlich vom Vordenker der pergamenischen Schule Krates von Mallos inspiriert ist. Asklepiades sieht im Nestorbecher eine Nachahmung der Kugelgestalt des Kosmos. Die goldenen Nieten oder Buckel symbolisieren die Sterne – die sich auf silbernem Untergrund besonders gut abheben würden (vgl. oben) –, die Tauben (πελειάδες peleiádes) buchstäblich das Siebengestirn, die Plejaden. Davon sitzen zwei an jedem Henkelpaar und zwei „stützen“ den Kelch, das ergibt insgesamt sechs: Am Himmel sieht man tatsächlich auch meist nur sechs der sieben Plejaden. Daher rührt auch die von den Pergamenern bevorzugte Lesart von V. 635b, die von der heute bevorzugten abweicht (vgl. oben). Die Plejaden als mythische Gestalten stehen für Aussaat und Ernte, also letztlich für Nahrung. Während sie im Mythos dem Zeus Ambrosia bringen, „tragen“ sie in der Ilias Wein zum Mund des Königs. Laut Asklepiades haben „die Alten“ auch andere Gegenstände kreis- bzw. kugelförmig gestaltet und runde Brote mit Sternen versehen, um das, was sie umgab, den kosmischen Formen anzugleichen.

### Moderne Ansichten zur Nestoris

Mykenisches Ideogramm eines dreihenkligen Gefäßes

Allen modernen Ansätzen zum Nestorbecher ist gemeinsam, dass die Frage nach der genauen Gestalt der Nestoris keinen großen Raum einnimmt. Dies liegt sicherlich unter anderem daran, dass diese innerhalb des Ilias keine weitere Funktion erfüllt, als dass sie als Attribut dem greisen Nestor zugesprochen wird, ähnlich wie dem Agamemnon sein Szepter oder, in anderen Werken, dem Herakles seine Keule. Wie die Nestoris genau ausgesehen haben mag, ist somit irrelevant. Der Becher steht symbolisch für die Wesenszüge des Greises: seine Trinkfreude sowie, aufgrund der beim Trinken sich lösenden Zunge, Geschwätzigkeit und Überredungsgabe. Der Versuch, mit den Mitteln der Rhetorik Macht über sein Gegenüber zu erlangen, spielt eine wichtige Rolle beim homerischen Gelage. Dass allein Nestor den Becher heben kann, wenn er gefüllt ist, kann man daher nach Furumark und Patzek parallel zu den besonders wirkungsvollen Waffen der Aristien wie dem Bogen des Odysseus sehen, den nur er spannen kann: Das Gerät, in diesem Fall die symbolische „Waffe“ der Überredungskunst, gehorcht nur seinem Besitzer.
Erich Neu hat auf die enge Verwandtschaft des Wortes δέπας (dépas „Becher“) mit dem hieroglyphen-luwischen Wort tipas hingewiesen, das Himmel bedeutet. In einer althethitischen Schrift wird von einem Becken berichtet, in dem zwei „Himmel“ liegen – einer aus Eisen, einer aus Kupfer – sowie neun Nägel, und der vom Königspaar zur Aufnahme des Mundspülwassers benutzt wird. Neu vermutet, dass die „Himmel“ Hohlkörper waren, in denen sich die Nägel befanden. Solche „Himmel“ hatten in etwa die Form der luwischen Glyphe für tipas mit derselben Bedeutung. Ein mittelhethitisches Ritualschriftfragment erwähnt einen „Himmel aus einer halben Handvoll Mehl, darauf sind Sterne eingearbeitet“ – dies erinnert an Asklepiades' Behauptung, „die Alten“ hätten mit Sternen geschmückte Opferkuchen hergestellt, die sie Monde nannten. Die Abbildungen von teilweise vierhenkligen δέπα auf den Pylostäfelchen, die in Linear B als dipa bezeichnet werden, ähneln Himmeln zwar nicht mehr, doch kann dies in einer Bedeutungsverschiebung begründet sein. Wenn es zutrifft, dass δέπας vom Hethitischen über das Luwische ins Mykenische und Griechische kam, könnte Homers Verwendung von Depas als Reflexion auf die ursprüngliche, bereits in mykenischer Zeit verblasste Bedeutung des Begriffs gedeutet werden, der ein bedeutend größeres Gefäß bezeichnete als es der Trinkbecher vom Typ Depas war. Diese Auffassung stärkt Marinatos’ Annahme, die vier Henkel als tatsächlich um je 90° zueinander versetzt aufzufassen. Die οὔατα wurden ja nicht beim Trinken ergriffen, sondern um das Mischgefäß festzuhalten und zu bewegen.

## Der „Nestorbecher“ von Mykene

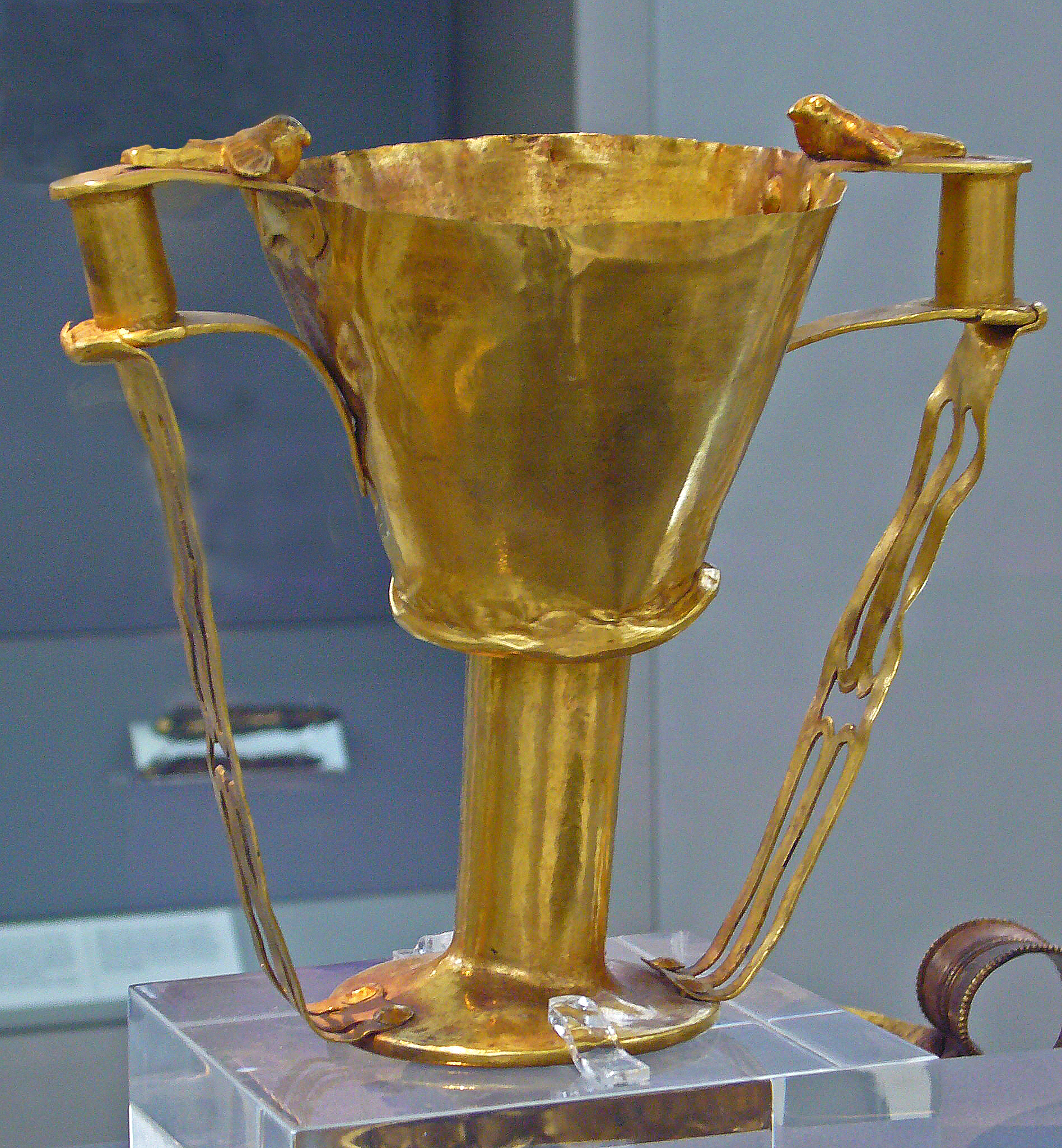
Der Goldbecher aus Grab IV

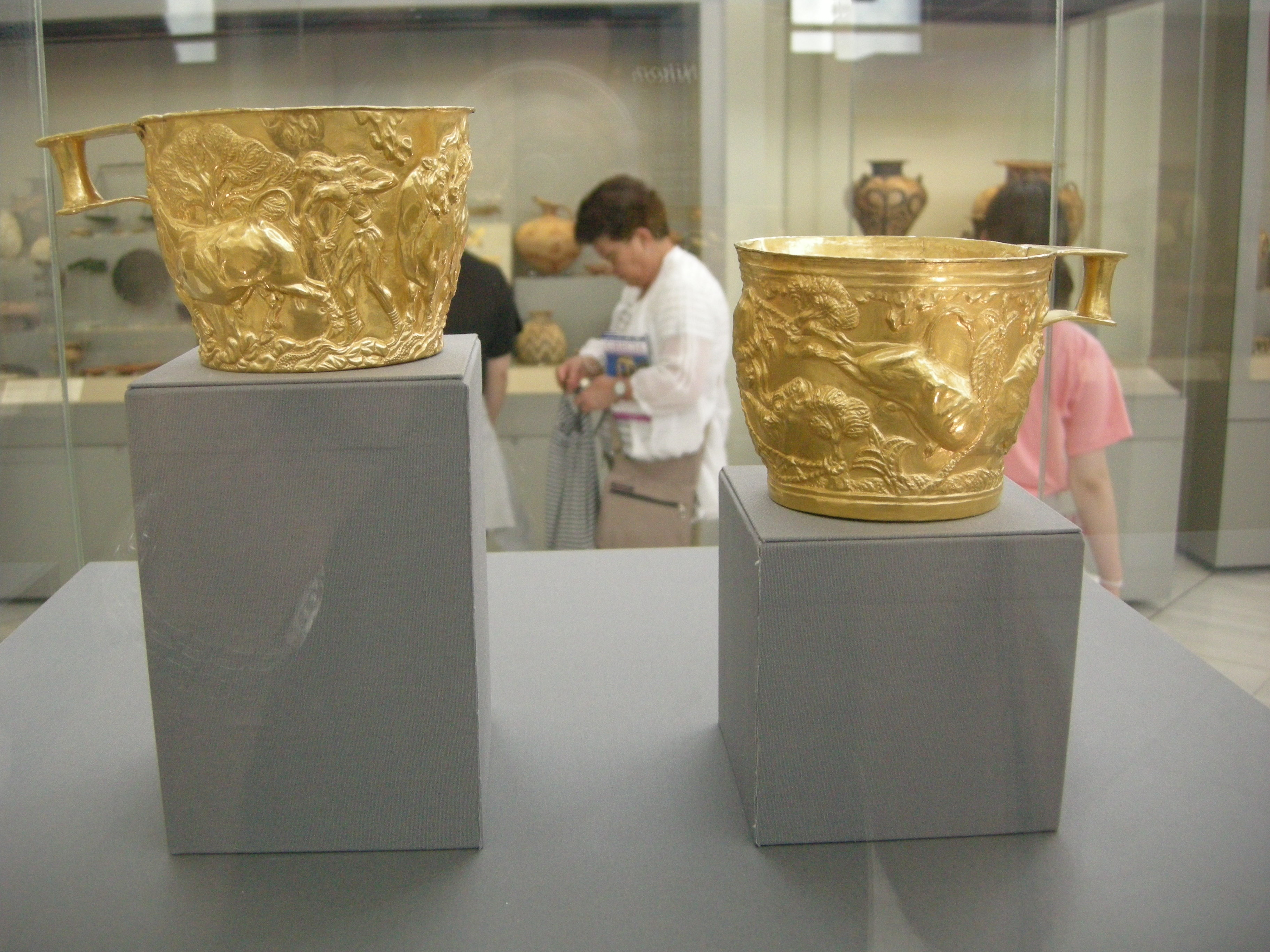
Vaphio-Henkel an anderen Bechern

Die frühhistorische Ruinenstätte Mykene besuchte Heinrich Schliemann erstmals 1869. Hier suchte er – im Gegensatz zu Anderen – die Grablege Agamemnons nicht außerhalb, sondern innerhalb der Burgmauern. Er begann 1876 mit den Ausgrabungen. In Grab IV fand Schliemann schließlich einen goldenen Becher, der ihn an den Nestorbecher aus der Ilias erinnerte.
Der Becher ist knapp 14 cm hoch und besteht vollständig aus Goldblech. Den Korpus bildet ein 7 cm hoher und maximal 9 cm weiter Kegelstumpf mit ungewöhnlich scharfem oberem Rand, der unten von einer breiten Scheibe geschlossen wird und auf einem weiten Zylinder als Fuß ruht. Als Henkelstützen dienen zwei diametral gegenüber liegende, flache Bänder, die sich über fast die gesamte Länge in drei Streben teilen und möglicherweise erst nachträglich angebracht wurden (s. u.). In der Mitte befindet sich jeweils eine größere Aussparung, sodass die Stützen an diesen Stellen nur einfach durchbrochen erscheinen. Die Goldbänder sind mit goldenen Nägeln auf die mutmaßlich eigentlichen Henkel vom Vaphio-Typ aufgenietet (benannt nach dem lakonischen Fundort vieler Becher dieses Typs, vgl. Bild). Wo der obere Teil der Vaphiohenkel am Korpus befestigt ist, sitzen zwei Vögel mit ausgebreiteten Schwingen und nach innen gewandten, gedrungenen Körpern, ohne Hals, sehr dickem und krumm zulaufendem Kopf sowie einem langen und geraden Schwanz. Der Boden des Bechers besteht aus zwei dünnen Blechen, von denen sich das erste nach oben wölbt, sodass der Boden hohl ist. Deshalb konnten die Henkelbänder dort nur mit je einem dünnen Stift fixiert werden.
Der Goldbecher befindet sich heute im Archäologischen Nationalmuseum von Athen.

### Bezug zum iliadischen Nestorbecher
Der Becher hat bei näherer Betrachtung wenig mit dem König von Pylos zu tun. Zum einen wird er auf 1600 v. Chr. datiert, während der Trojanische Krieg (wenn überhaupt) im 13. oder 12. Jahrhundert v. Chr. stattgefunden hat. Der Becher wäre also zur Zeit des Krieges schon mehrere hundert Jahre vergraben gewesen. Fast alle Elemente der Nestoris, die Schliemann an „seinem“ Becher erkennen zu können glaubte, liegen bei dem Goldbecher nicht vor, wie spätestens seit Furumarks Aufsatz von 1946 klar ist. So stimmen die Zahl der Henkel (zwei statt vier) und der Vögel (je einer statt je zwei an den Henkeln) nicht überein. Die Nägel auf dem Becher von Mykene dienen nicht zum Schmuck und sind versteckt, sodass sie bei einer Beschreibung des Bechers kaum berücksichtigt worden wären. Eventuell divergiert auch das Material des Bechers an sich und die Zahl der Füße. Außerdem sind die Vögel auf dem Goldbecher offenbar gar keine Tauben, da diese nach der antiken Bildlogik niemals als Flugvögel mit ausgebreiteten Schwingen dargestellt wurden, sondern sitzend oder laufend wie Schwimmvögel. Die Gestalt der Vögel deutet vielmehr darauf hin, dass es sich um Falken handelt; deshalb wäre alleine die Tatsache, dass die Nestoris wie der Goldbecher von Mykene Vögel an ihren Henkeln haben, eine Gemeinsamkeit. Vögel waren allerdings ein beliebtes Schmuckelement zypriotischer Becher bereits im 3. Jahrtausend v. Chr.
Spyridon Marinatos vertrat die These, dass es sich bei den Vögeln auf dem Goldbecher von Mykene um Horusfalken handele. Wie Fritz Schachermeyr ging Marinatos davon aus, dass die mykenischen Fürsten die Ägypter im Kampf gegen die um 1700 v. Chr. in Ägypten einfallenden Hyksos unterstützt und aus diesem Krieg Gold, aber auch kulturelle Anregungen in die Heimat zurückgebracht hätten. Dafür könnte auch sprechen, dass es im griechischen Siedlungsgebiet außer dem Schliemann-Becher keine weiteren bekannten Trinkbecher mit Vogelverzierungen gibt, wenn auch viele verschiedene andere derart verzierte Gefäßtypen. Außerdem sind mykenische Gefäße nie mit Tauben oder Falken verziert, nur ein einziges weiteres mit undefinierbaren Vögeln wurde gefunden. Marinatos wies ebenso darauf hin, dass der Nestorbecher von Mykene nicht zum Trinken geeignet war, weil sein Rand zu scharfkantig abgeschnitten ist, und vermutete, der Becher habe ursprünglich kultischen Zwecken gedient und sei nachträglich in die Form eines Trinkbechers gebracht worden, wofür einige Elemente sprächen. Dass es sich um ein Libationsgefäß handelt, wurde auch von Hilda Lorimer vertreten.

## Der „Nestorbecher“ von Ischia

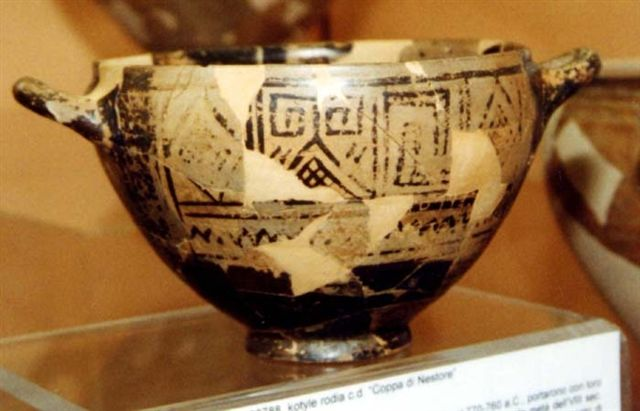
Die Kotyle von Ischia (rekonstruiert)

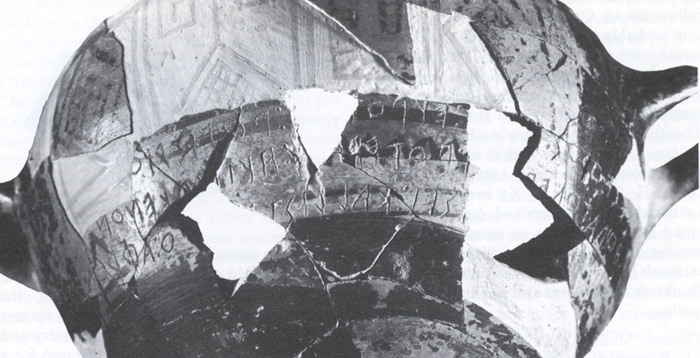
Das Gefäß zusammengesetzt ohne Füllmaterial

In der Nekropole von Pithekoussai nahe dem Monte Vico auf der italienischen Insel Ischia fand der Archäologe Giorgio Buchner 1954 bei Ausgrabungen ein Trinkgefäß. Es wurde im letzten Drittel des 8. Jahrhunderts v. Chr. auf Rhodos hergestellt und gelangte vermutlich durch Handel nach Ischia, wo es zusammen mit weiterem Tongeschirr als Grabbeigabe eines 12- bis 14-jährigen Jungen verwendet wurde. Diese in ihrem Aufwand und ihrer Gefäßkombination einzigartige Bestattung innerhalb der Nekropole lässt sich aufgrund der beigegebenen Keramik in die Zeit zwischen 725 und 720 v. Chr. einordnen.
Das Gefäß ist 10,3 cm hoch und hat einen oberen Durchmesser von 15,1 cm. Seine Grundform entspricht etwa der einer Halbkugel, das Fassungsvermögen beträgt etwas mehr als einen Liter. Das Gefäß steht auf einem fingerbreiten Fußring, der eine Basis von 5,5 cm bildet. Die beiden horizontal angebrachten Henkel stehen sich diametral gegenüber; sie setzen ein wenig unterhalb des Randes an der Stelle des größten Gefäßumfanges an und heben sich fast bis zur Höhe des Randes. Über dem Henkelansatz ist die Gefäßwand leicht eingezogen und verläuft dann wieder senkrecht, sodass eine 0,5 cm hohe schmale Lippe entsteht. Die griechische Bezeichnung dieser Gefäßform lautet Kotyle, was häufig mit Skyphos gleichgesetzt wird.
Das Fundstück befindet sich heute im Museo Archeologico di Pithecusae auf Ischia.

### Die Inschrift

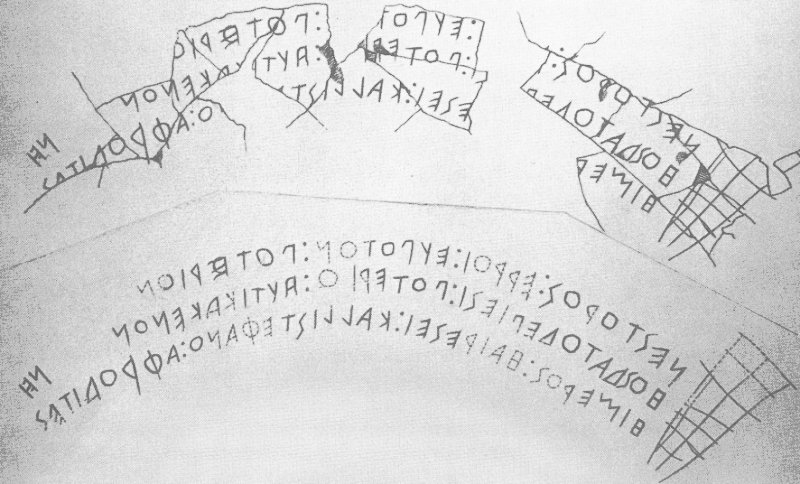
Umzeichnung (oben) und Rekonstruktion (unten) der Inschrift

Das Gefäß trägt eine Inschrift, die erst nach der Herstellung eingeritzt wurde. Der dreizeilige Text wurde von rechts nach links geschrieben und besteht aus einem Trimeter und zwei daktylischen Hexametern. Da einige Bruchstücke fehlen, ist der Text nur fragmentarisch erhalten. Er lautet:
ΝΕΣΤΟΡΟΣ:...:ΕΥΠΟΤΟΝ:ΠΟΤΕΡΙΟΝ

ΗΟΣΔΑΤΟΔΕΠΙΕΣΙ:ΠΟΤΕΡΙ..:ΑΥΤΙΚΑΚΕΝΟΝ

ΗΙΜΕΡΟΣΗΑΙΡΕΣΕΙ:ΚΑΛΛΙΣΤΕΦΑΝΟ:ΑΦΡΟΔΙΤΕΣ
Dies wird in die klassische Schreibweise wie folgt übertragen und ergänzt:
Νέστορος (ἐγῶμι oder ἐέν τι) εὔποτον ποτήριον·

ὃς δ’ ἂν τοῦδε πίησι ποτηρίου, αὐτίκα κεῖνον

ἵμερος αἱρήσει καλλιστεφάνου Ἀφροδίτης.
Nestors Becher (bin ich, oder: gab es mal), aus dem sich gut trinken lässt (ließ).

Wer aber aus diesem Becher trinkt, den wird sogleich

Verlangen, (die Gabe) der schön bekränzten Aphrodite, ergreifen.
Was in der Lücke im ersten Vers stand, ist höchst umstritten. Knapp ein Dutzend Vorschläge wurden dazu gemacht; den beiden oben ausgewählten (von Risch 1987 bzw. Heubeck 1979) ist gemeinsam, dass sie den Vers zu einem regulären jambischen Trimeter vervollständigen, im Gegensatz zum Ergebnis von Schadewaldts Variante εἰμι (eimi „ich bin“). Die verschiedenen Ansätze lassen sich in zwei Gruppen zusammenfassen, innerhalb derer jeder Vorschlag in etwa die gleiche Bedeutung hat. Die Variationen der ersten Gruppe gehen davon aus, dass der Becher selbst und sogar von sich selbst spricht; dies entspräche einer damals häufig anzutreffenden Art, Gefäße zu beschriften. Allerdings wäre das Demonstrativpronomen τοῦδε (toûde „dieser“) schwierig zu erklären, weil die Kotyle im zweiten Vers von sich selbst plötzlich in der 3. Person spricht. Vorgeschlagen wurde daher auch eine zweite, in der obigen Übertragung eingeklammerte Fassung mit ἐστι (esti „es ist, es gibt“) oder, metrisch einleuchtender, ἐέν τι (eén ti „es war, es gab“). Das würde bedeuten, dass nur im ersten Vers die Nestoris gemeint ist, im zweiten aber „dieser“ Becher, den der Leser gerade vor Augen hat. In diese Gruppe gehört auch die Rekonstruktion der Inschrift auf dem obigen Bild, welche die Lücke des ersten Verses mit ἔρροι (érroi „fort mit (Nestors Becher)“) füllt. Die neueste Konjektur stammt von Yves Gerhard, der Νέστορος ἔ[ασον] εὔποτον ποτήριον vorschlägt: „Verzichte auf Nestors Becher, so gut er zum Trinken auch sei! Wer aber von diesem Becher trinkt, den wird sofort die Begier der schön bekränzten Aphrodite ergreifen.“

### Interpretationsansätze zur Inschrift

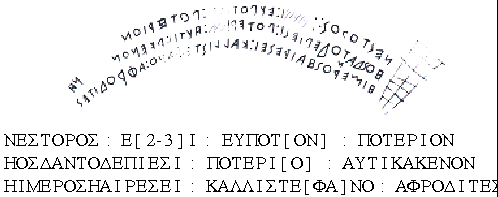
Die Inschrift in Original und Übertragung

Dass mit Νέστορος (Néstoros „des Nestor“) tatsächlich der mythische König von Pylos und nicht etwa der Besitzer des Bechers gemeint ist, gilt als sicher, da zur Zeit der Anbringung der Inschrift Menschen nicht nach Heroen benannt wurden.
In den Versionen der ersten Gruppe fallen, wie oben angedeutet, die erste und die beiden folgenden Zeilen inhaltlich auseinander, was durch den Wechsel des Versmaßes unterstrichen wird. Während sich der schlichte Skyphos im ersten Vers dreist selbst zu dem mythischen Becher Nestors erklärt, einem Symbol für Trinkfreudigkeit und Überredungskunst, schreibt er sich im zweiten und dritten Vers eine Wirkung zu, die Wein aus ganz verschiedenen Gefäßen auslösen kann – die Liebe. Die verschiedenen Fassungen der zweiten Gruppe implizieren dagegen, dass der mythische Nestorbecher (im ersten) und die vorliegende Kotyle (im zweiten und dritten Vers) klar unterschieden werden. Auch hier muss der Leser folglich das sagenhafte Mischgefäß des Königs von Pylos kennen, aus welcher Quelle auch immer. Von der Nestoris, die offenbar nur die Aufmerksamkeit des Lesers wecken soll, wendet sich der Autor in den hexametrischen Versen ab und lobt die einfache Töpferarbeit, die durch diese Darstellung höherwertiger erscheint als das prachtvolle Mischgefäß Nestors. Im letzten Vers wird in beiden Fassungen auf die aphrodisierende Wirkung des Weines angespielt; in dieser Verheißung liegt der Vorzug des Skyphos vor dem mythischen Nestorbecher.
Georg Danek verweist auf die mannigfaltigen Probleme, die sich aus der Annahme einer Bezugnahme der Inschrift auf die Ilias ergeben: So stellt sich beispielsweise die Frage, wie mit der Formulierung „Becher, aus dem sich gut trinken lässt“ auf das schwere Mischgefäß der Ilias angespielt werden soll, aus dem nicht getrunken wurde; zudem müsste der Verfasser der Inschrift die Ilias sehr gut gekannt haben, um sich auf den Nestorbecher beziehen zu können, dem im Epos keine handlungstragende Funktion zukommt. Alternativ schlägt Danek unter Rückgriff auf die zweite Rekonstruktionsvariante (mit „gab es mal“) vor, dass die Inschrift auf die Kyprien anspielt. Dort besucht Menelaos den Nestor kurz nach der Entführung seiner Frau Helena durch Paris – dies ist allerdings nur bei Proklos überliefert – und wird von dem Greis zum Trinken aufgefordert, damit er seinen Kummer vergesse:
οἶνόν τοι, Μενέλαε, θεοὶ ποίησαν ἄριστον

θνητοῖς ἀνθρώποισιν ἀποσκέδασαι μελεδῶνας.
O Menelaos, die Götter machten den besten Wein den

sterblichen Menschen, damit sie die Sorgen vertreiben können.
Während Menelaos sich durch das Trinken von seinem Liebesschmerz befreien soll, hat der Weingenuss aus dem Tonbecher von Pithekoussai die entgegengesetzte, gewöhnliche Folge, Liebesverlangen zu erzeugen oder zu verstärken. In dieser Kontrastierung liegt die Pointe des Gedichts. Daneks Deutung hat gegenüber denjenigen, die einen Bezug zur Ilias sehen, den Vorteil, dass „mit der Stelle aus den Kyprien (…) tatsächlich eine ‚Geschichte‘, also eine Handlungssequenz zitiert (wird), die auch im Rahmen mündlicher Überlieferung ihre entscheidende Aussage beibehalten konnte, ohne deshalb wörtlich fixiert sein zu müssen“. Das Demonstrativpronomen τοῦδε erklärt Danek damit, dass die Verse vermutlich bei einem Symposion entstanden: Dabei sei dieser Becher – eben die vorliegende Kotyle – dem Dichter tatsächlich vor Augen gestanden und später schriftlich festgehalten worden.

### Bedeutung des „Nestorbechers“ von Pithekoussai

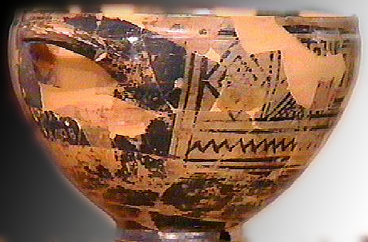
Der „Nestorbecher“ von Pithekoussai

Ungeachtet der Interpretation ist die Inschrift des Nestorbechers von Ischia von großer historischer Bedeutung: Zum einen handelt es sich um eine der frühesten relativ sicher datierbaren griechischen Inschriften in Alphabetform. Da die Zeichen schon deutlich von den phönizischen abwichen, muss die Übernahme des Alphabets schon einige Zeit vorher erfolgt sein. Zum anderen beweist die Inschrift, dass die Griechen des 8. Jahrhunderts v. Chr. sehr gut die Sagen vom und um den Nestorbecher kannten, aus welchem Kontext auch immer. Barry B. Powell, der eine Abhängigkeit der Inschrift von der Ilias behauptet, geht wie Schadewaldt von einer sehr schnellen Verbreitung der homerischen Epen aus und bezeichnet die drei Verse als „Europas erste literarische Anspielung“.
Dass eine Anspielung vorliegt, ist mittlerweile communis opinio. Dies wird auch damit begründet, dass die Verse zahlreiche vertikale Punktierungslinien enthalten (vgl. die Rekonstruktion der Inschrift auf der Abbildung oben), die im ersten Vers lediglich Wort-Trenner bilden, in den anderen beiden Versen aber aufgrund ihrer zu geringen Anzahl etwas anderes sein müssen. Es handelt sich offensichtlich um die hexametrischen Zäsuren und Dihäresen Kata ton triton trochaion und Bukolische Dihärese (V. 2) bzw. Penthemimeres und die von Fränkel C–1 benannte Zäsur (V. 3), die Markierungen für kleine Lesepausen darstellen. Betrachtet man zudem die Gleichmäßigkeit der Buchstaben und die Parallelführung der beiden Hexameterzeilen, so liegt nahe, dass eine Übertragung der Schreibpraxis von längeren Hexameter-Texten her vorliegt. Daher haben zum Zeitpunkt der Anbringung der Inschrift höchstwahrscheinlich bereits Epen-Manuskripte existiert, wie umfangreich auch immer. Allerdings wird wohl nicht abschließend geklärt werden können, ob das im Hintergrund stehende Epos tatsächlich die Ilias ist, die Kyprien oder gar noch ältere, uns unbekannte Erzählungen. Fest steht daher nur, dass der Nestorbecher von Ischia entgegen den unmittelbar nach seiner Entdeckung aufkeimenden Hoffnungen keinen Terminus ante quem für die Datierung der Ilias liefert.

### Allgemein
- Arne Furumark: Nestor’s Cup and the Mycenaen Dove Goblet. In: Gunnar Rudberg (Hrsg.): Eranos Rudbergianus. Bd. 44. Göteborg 1946, S. 41–53.
- Reinhard Herbig (Hrsg.): Vermächtnis der antiken Kunst. Gastvorträge zur Jahrhundertfeier der Archäologischen Sammlungen der Universität Heidelberg. Heidelberg 1950, S. 11–70.
- Alfred Heubeck: Die Homerische Frage. Ein Bericht über die Forschung der letzten Jahrzehnte. Darmstadt 1974, S. 222–228.
- Barbara Patzek: Homer und Mykene. Mündliche Dichtung und Geschichtsschreibung. Oldenbourg, München 1992, S. 196–201.
- Wolfgang Schadewaldt: Von Homers Welt und Werk. Stuttgart 1965, S. 413–416.
- Heinrich Schliemann: Mykenae. Bericht über meine Forschungen und Entdeckungen in Mykenae und Tiryns. Leipzig 1878, S. 272–276 (Digitalisat).

### Zum Nestorbecher der Ilias
- Ludwig Braun: Hellenistische Erklärungen des „Nestorbechers“. In: Mnemosyne. Bd. 26. Leiden 1973, S. 47–54.
- Johann Baptist Friedreich: Realien in der Iliade und Odyssee. Erlangen 1856, S. 254–257.
- Hilda L. Lorimer: Homer and the monuments. London 1950, S. 328–335.
- Erich Neu: Altanatolien und das mykenische Pylos: Einige Überlegungen zum Nestorbecher der Ilias. In: Archiv Orientální. Bd. 67, 1999, S. 619–627.

### Zum Becher Schliemanns
- Spyridon Marinatos: Der „Nestorbecher“ aus dem IV. Schachtgrab von Mykene. In: Reinhard Lullies (Hrsg.): Neue Beiträge zur Klassischen Altertumswissenschaft: Festschrift zum 60. Geburtstag von Bernhard Schweitzer. Stuttgart und Köln 1954, S. 11–18.
- Thomas Bertram Lonsdale Webster: Von Mykene bis Homer. Anfänge griechischer Literatur und Kunst im Lichte von Linear B. Oldenbourg, München 1960.

### Zum Nestorbecher von Pithekoussai
- Klaus Alpers: Eine Beobachtung zum Nestorbecher von Pithekussai. In: Glotta. Band 47, 1969, S. 170–174.
- Georg Danek: Der Nestorbecher von Ischia, epische Zitiertechnik und das Symposion. In: Wiener Studien. Band 107, Wien 1994, S. 29–44.
- Yves Gerhard: La «coupe de Nestor»: reconstitution du vers 1. In: Zeitschrift für Papyrologie und Epigraphik. Band 176, 2011, S. 7–9.
- Melania Gigante et al.: Who was buried with Nestor’s Cup? Macroscopic and microscopic analyses of the cremated remains from Tomb 168 (second half of the 8th century BCE, Pithekoussai, Ischia Island, Italy). In: PLoS ONE. 16(10): e0257368. doi:10.1371/journal.pone.0257368.
- Ernst Risch: Zum Nestorbecher aus Ischia. In: Zeitschrift für Papyrologie und Epigraphik. Band 70, 1987, S. 1–9.
- Klaus Rüter, Kjeld Matthiessen: Zum Nestorbecher von Pithekussai. In: Zeitschrift für Papyrologie und Epigraphik. Band 2, 1968, S. 231–255.
- Renate Schlesier: Mischungen beim antiken Gelage. Reflexionen des frühgriechischen Symposions (= Münchner Vorlesungen zu Antiken Welten, Band 7). De Gruyter, Berlin 2024, ISBN 9783111425221, S. 125ff.